# عمر سليمي
عمر سليمي من مواليد 21 أكتوبر 1987 بمدينة بشار، هو لاعب كرة قدم جزائري يلعب حالياً لصالح مولودية وهران بالرابطة الجزائرية المحترفة الأولى لكرة القدم.

## مسيرته مع الأندية
بدأ سليمي مسيرته مع فريق إتحاد بلعباس. في 2007 التحق بأولمبي الشلف حيث قضى المواسم الثلاثة والنصف المقبلة.
في 27 يناير 2011، وقع سليمي عقدا لمدة 18 شهرا مع شباب بلوزداد. في 25 أبريل 2011، لعب لأول مرة للنادي في بداية الدوري في مباراة ضد جمعية الخروب.
في 14 أوت 2011 وقع سليمي عقدا لمدة سنتين مع مولودية وهران، الانضمام إليهم تم في انتقال حر من شباب بلوزداد.

## روابط خارجية
- عمر سليمي على موقع قاعدة بيانات كرة القدم.إي يو (الإنجليزية)
- عمر سليمي على موقع Soccerway.com (الإنجليزية)